# Lecanopteris carnosa
Lecanopteris carnosa är en stensöteväxtart som först beskrevs av Reinw., och fick sitt nu gällande namn av Bl. Lecanopteris carnosa ingår i släktet Lecanopteris och familjen Polypodiaceae. Inga underarter finns listade.